# Bộ Cá đuối ó
Cá đuối ó (Myliobatiformes) là một trong 4 bộ cá đuối. Trước đây chúng thuộc bộ Rajiformes, nhưng các nghiên cứu phân tử gần đây cho thấy rằng myliobatiforms là một nhóm đơn ngành, và chúng có nguồn gốc tiến hóa với lại còn có hình dạng dẹp một cách độc lập với Bộ Cá đuối.

## Phân loại
Phân loại của Nelson năm 2006 Fishes of the World, Myliobatiformes gồm các phân bộ và họ sau:
- Phân bộ Platyrhinoidei
  - Họ Platyrhinidae (thornbacks)
- Phân bộ Zanobatoidei
  - Họ Zanobatidae (panrays)
- Phân bộ Myliobatoidei
  - Liên họ Hexatrygonoidea
    - Họ Hexatrygonidae (sixgill stingrays)

  - Liên họ Urolophoidea
    - Họ Plesiobatidae (deepwater stingrays)
    - Họ Urolophidae (round stingrays)

  - Liên họ Urotrygonoidea
    - Họ Urotrygonidae (American round stingrays)

  - Liên họ Dasyatoidea
    - Họ Dasyatidae (whiptail stingrays)
    - Họ Potamotrygonidae (river stingrays)
    - Họ Gymnuridae (butterfly rays)
    - Họ Myliobatidae (eagle rays, manta rays)